# 16-й стрелковый полк
16-й Стрелковый Императора Александра III, ныне Его Величества полк — пехотный стрелковый полк в составе Русской императорской армии.

## История
- В 1845 года, в Гельсингфорсе (ныне — Хельсинки) был сформирован 6-й стрелковый батальон[1], в котором числилось 12 офицеров и 168 нижних чинов.
- К январю 1846 года списочный состав батальона достиг 599 человек. Первым командиром батальона был майор Кривоносов, которого в январе 1846 года заменил подполковник Кинович. После Гельсингфорса батальон последовательно размещался в Ораниенбауме, Новгороде, Москве.
- В 1854 г. батальон находился в Крыму, участвовал во всех сражениях Крымской войны.
- В 1856 г. за подвиги мужества и храбрости личного состава в войне батальон был награждён знаменем и знаками на кивера с надписью «За отличие в 1854—1855 гг». В том же году батальон был переименован в 16-й стрелковый батальон. Из Крыма батальон переместился в город Мокшаны, а затем Чембары Пензенской губернии, затем на очереди город Кузнецк Саратовской губернии.
- В 1863 г. батальон дислоцировался в городе Покров Владимирской губернии. В последующие годы батальон многократно перемещается: Гжатск Смоленской губернии, Ходынское поле в Москве, Невель Витебской губернии, крепость Динабург, Вилькомир Ковенской губернии и другие города.
- В ноябре 1870 г. батальон прибыл в Одессу и разместился в казарме № 6 (современная улица Новосельского, № 32). Батальон принял активное участие в русско-турецкой войне 1877—1878 гг.
- В сентябре 1877 г. каждый офицер 16-го батальона получил от Государыни Императрицы фляжку с коньяком, сыр и сливочное масло.
- В 1878 г. батальону было пожаловано Георгиевское знамя с надписью «За Шипку и двукратный переход через Балканы в 1877 г.». В 1879 г. император Александр ІI назначил себя шефом батальона, и батальон стал именоваться 16 Стрелковым Его Величества батальоном. Депутация от батальона принимала участие в похоронах своего шефа в 1881 году, и батальону был пожалован мундир шефа. В 1888 году батальон был переформирован в 2-х батальонный полк и стал именоваться 16-м Стрелковым Его Величества полком.
- В 1893 г. в Ливадии будущий царь Николай ІІ завтракал с офицерами роты. Его Величество дважды выпил из серебряной чарки за здоровье полка, всех офицеров и стрелков. Эта серебряная чарка затем хранилась в полку.
- С 02.11 1894 г. полк стал именоваться 16-й Стрелковый Императора Александра ІІІ полк.
- В 1900 г. полк воевал в Китае.
- В 1903 году за действия против китайцев роты полка получили серебряные рожки.
- В августе 1900 г. полк в составе 4-й стрелковой бригады прибыл в Квантунскую область.
- 1902 г. — полк возвращён в штаб Одесского ВО.
- 19.02.1903 г. — 1-й, 6-й и 8-й ротам полка пожалованы Серебряные сигнальные рожки с надписью —"За отличіе противъ китайцевъ въ 1900 году".
- 02.07.1903 г. — Установлено в частях Одесского Военного округа, в летние периоды парадную форму заменять кителями при орденах и аксельбантах.
- К 23.12.1904 г. — полк отмобилизован и приведён в военное положение, после чего отправлен в зону военных действий на Дальний Восток.

### Русско-японская война

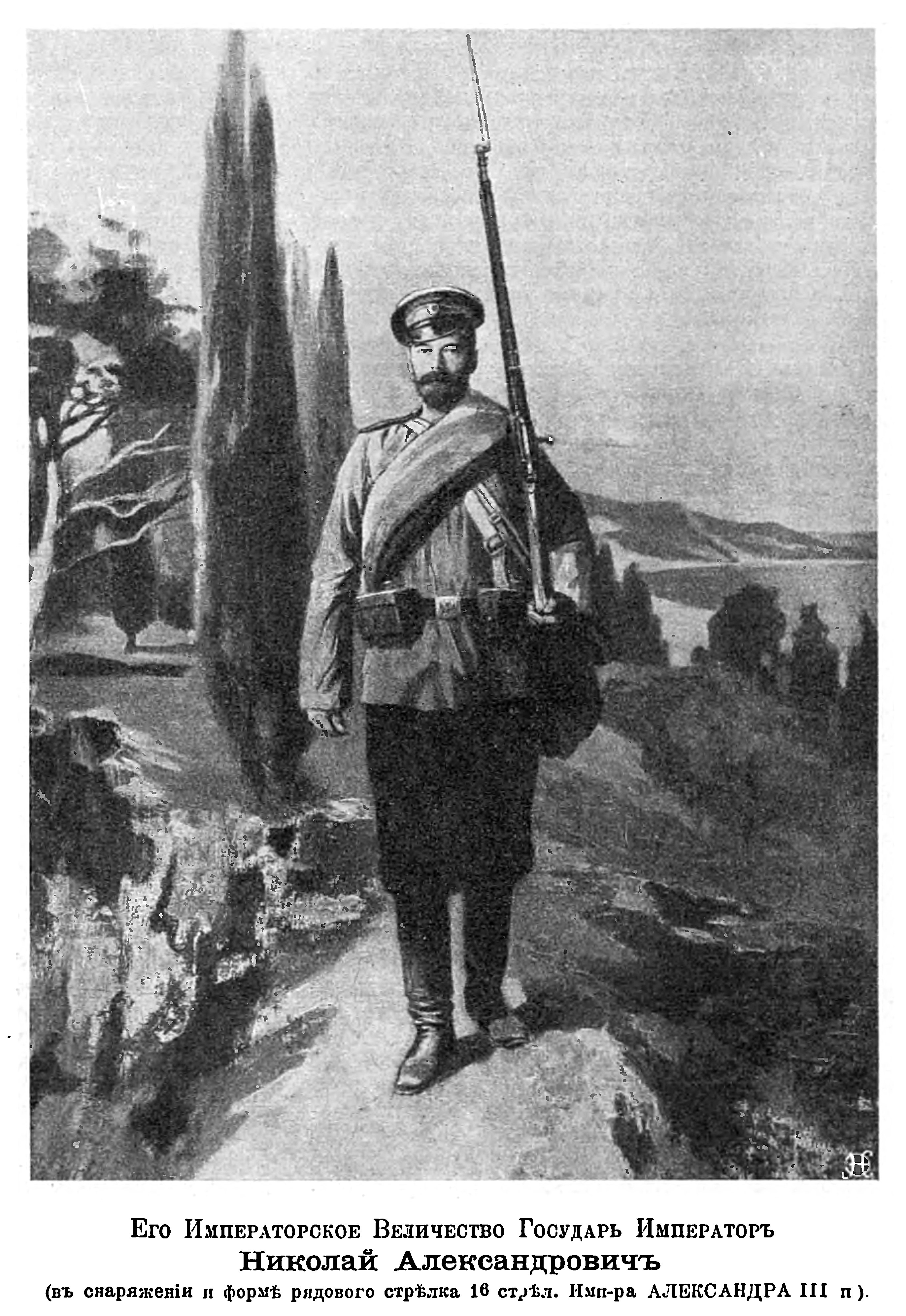
Николай II в Ливадии в форме рядового 16-го стрелкового полка (по фотографии) Портрет к статье «Николай II Александрович, Император Всероссийский». Военная энциклопедия Сытина

К маю 1905 г. полк, в составе стрелковой бригады, был включён во 2-й Сводный Стрелковый корпус (3-я Маньчжурская армия). 10.07.1905 г. — Полк был развернут в 4-х батальонный состав. 09.09.1905 г. — 4-я Стрелковая бригада переименована в дивизию. В марте 1906 г. — 2-й Сводный Стрелковый корпус расформирован.
30.03.1906 г. — Дивизия вновь преобразована в бригаду. 30.03.1906 г. — Полк приведён в мирный состав из 2-х батальонов. 31.12.1906 г. — сформирована пулемётная команда.
1-я рота полка несла охранную службу на Южном берегу Крыма у Ливадийского дворца. С ней связан эпизод испытания Николаем II нового обмундирования русской пехоты. Он отметил в дневнике: «24-го октября 1909. Суббота. Утром надел рубашку 16-го Стр[елкового] полка и полное походное снаряжение и отправился по Ливадии и Ореанде. Вернулся через час и сорок минут довольный испытанием, но мокрый насквозь…»
Командир полка [Кияновский] испросил разрешение зачислить Николая II в Первую роту и на перекличке вызывать его, как рядового. Государь на это согласился и потребовал себе солдатскую послужную книжку, которую собственноручно заполнил. В графе «Имя» Император написал: «Николай Романов». А в графе «Срок службы» — «До гробовой доски».
06.04.1909 г. — установлено, гербы и знаки отличия на фуражках не носить. В 1910 году — 4-я Стрелковая бригада вошла в состав VIII-го армейского корпуса. (Одесский ВО). 30.11.1911 г. — первая рота полка получила наименование Рота Его Величества. 24.06.1914 г. — Император Николай II принял на себя звание шефа полка, без изменения названия. 20.07.1914 г. — в роте Его Величества установлен, на погонах и эполетах, накладной металлический полированный, по цвету прибора, вензель Его Величества, наложенный поверх существующей шифровки. На обшлага суконной рубахи подпрапорщиков и нижних чинов полка — присвоены двойные, бельевой тесьмы (с малиновым просветом), петлицы.

### Первая мировая война
- С 02.08.1914 г. — полк в составе 4-й Стрелковой бригады действует в 8-й армии Юго-Западного фронта.
- В феврале 1915 г. — бригада приписана к XXX-му армейскому корпусу. (8-я армия, Юго-Западный фронт)
- 23.02.1915 г. — 4-я Стрелковая бригада, в составе XXX-го армейского корпуса, переведена в 9-ю армию (Юго-Западный фронт).
- C 09.07.1915 г. — бригада преобразована в 4-ю Стрелковую дивизию. Полк переформирован в 3-х батальонный состав. Дивизия вошла в состав сформированного XL-го армейского корпуса (8-я армия, Юго-Западный фронт). (Пр. по 8-й армии)
- С 01 по 30.09.1916 г. — временно, XL-й армейский корпус в командировке при Особой армии (Юго-Западный фронт).
- 23.10.1916 г. — в полку приказано содержать по две 12-пулемётных команды «Максима».
- К 15.11.1916 г. — корпус прибыл на поддержку 9-й армии (Юго-Западный фронт). В это же время полк, вероятно, переведён в 4-х батальонный состав.
- 21.12.1916 г. — XL-й армейский корпус, в составе 9-й армии, передан на Румынский фронт.
- 16.02.1917 г. — один батальон полка выделен на формирование полков 6-й Стрелковой дивизии.
- 04.04.1917 г. — установлено, что накладных вензелей на погонах, имени отрекшегося императора, носившихся в 1-й роте полка — впредь никому не носить.
- В конце 1917 г. — полки 4-й Стрелковой дивизии отданы на формирование армии УНР.

## Командиры
- 22.10.1845 — 13.01.1846 — майор Кривоносов, Антон Фёдорович
- 13.01.1846 — 03.10.1853 — подполковник (с 03.07.1848 полковник) Кинович, Павел Петрович
- 03.10.1853 — 18.02.1855 — командующий майор Аминов, Григорий Андреевич
- 18.02.1855 — 28.12.1860 — майор (с 01.12.1855 подполковник, с 21.05.1859 полковник) Фитингоф, Эмилий Карлович
- 28.12.1860 — 15.01.1870 — майор (с 27.03.1863 подполковник, с 13.10.1867 полковник) Гран, Акатес Карлович (Карл Адольфович)
- 15.01.1870 — 03.08.1877 — подполковник (с 02.02.1872 полковник) Лео, Михаил Христофорович
- 03.08.1877 — 22.10.1877 — подполковник Худяков, Владимир Корнеевич
- 22.10.1877 — 22.12.1877 — подполковник фон Крузенштерн, Павел Карлович
- 22.12.1877 — 26.04.1878 — полковник барон Аминов, Иоганн Александрович
- 26.04.1878 — 29.12.1884 — подполковник (с 12.09.1879 флигель-адъютант, с 15.09.1879 полковник) Худяков, Владимир Корнеевич
- 13.01.1885 — 26.07.1894 — полковник Саблин, Иван Алексеевич
- 02.08.1894 — 11.12.1897 — полковник Фок, Александр Викторович
- 11.12.1897 — 03.03.1901 — полковник Лессер, Адольф Адольфович
- 03.03.1901 — 29.01.1902 — полковник Савич, Сергей Фёдорович
- 27.02.1902 — 26.05.1903 — полковник Моторный, Иван Гаврилович
- 26.05.1903 — 15.10.1907 — полковник Думбадзе, Иван Антонович
- 15.10.1907 — 27.05.1911 — полковник (с 09.02.1910 генерал-майор) Кияновский Михаил Иванович
- 01.06.1911 — 22.10.1914 — полковник Вирановский, Георгий Николаевич
- 02.11.1914 — 22.02.1915[3] — полковник барон де Боде Августин Клементьевич
- 03.03.1915 — 10.05.1917 — полковник (с 12.10.1916 генерал-майор) Бирюков, Николай Павлович
- 10.05.1917 — после 15.06.1917 — полковник Удовиченко, Михаил Дмитриевич